# Turul
Turul je mitska ptica iz madžarske in turške mitologije, podobna orlu ali sokolu, in narodni simbol Madžarov. Beseda turul izhaja verjetno iz stare turščine. 

## Pomen in legende
Po sagi o izvoru dinastije Árpád je Turul v spanju zaplodil Emeše in ji v sanjah prerokoval, da bo rodila sina, ki bo prednik mnogih kraljev. Sin je zato po besedi álom, ki pomeni sanje, dobil ime Álmoš. V legendah o madžarskih osvajanjih je imel pomembno vlogo tudi nek drug Turul, ki naj bi vodil Madžare v Panonsko nižino. Te legende so opisane v madžarskih kronikah, kot sta Gesta Hungarorum in Budimska ilustrirana kronika. Ptica Turul je bila prisotna tudi v kulturah drugih ljudstev, med njimi Hunov in Avarov. Turul ima za Madžare še danes simbolni pomen, ker kaže na izvor, na praočeta Madžarov. V svojih krempljih pogosto drži meč. 
Po kronistu Simonu iz Kéze  je bil Turul z Atilovo krono vojaški znak Madžarov do vladavine kneza Géze:  
Banerium quoque regis Ethelae, quod proprio scuto gestare consueverat, similitudinem avis habebat, quae hungarice turul dicitur, in capite cum corona.
Prapor kralja Etela [Atile], ki ga je bil navajen nositi na svojem ščitu, je imel videz ptice, ki se v madžarščini imenuje turul, s krono na glavi.
— Marko iz Kalta: Chronicon Pictum
V Ilustrirani kroniki istega avtorja je zapisano: 
Eleudu, Ugegovemu sinu, se je v Skitiji iz Eunodbilije [Emeše] rodil sin, ki je dobil ime Almus [Álmoš], ker je mati, ko je bila noseča, sanjala, da je k njej priletela ptica v podobi jastreba in ji rekla, da bo  iz njene maternice pritekel deroč potok in se razbohotil v tujih deželah. Sanje so razlagali tako, da bodo njeni potomci slavni kralji. Ker se sanjam reče "alm", so sina, napovedanega v sanjah, imenovali Almus [Álmoš].
Turul je kot simbol uporabljala tudi madžarska fašistična stranka Puščičasti križ.

## Avarski zaklad
V avarskem zlatem zakladu iz 7.-9. stoletja, najdenem leta 1799 v Nagyszentmiklósu v Kraljevini Ogrski, zdaj Sânnicolau Mare, Romunija, so predmeti z upodobitvami Emešinih sanj s ptico Turul. Zaklad se zdaja nahaja v Kunsthistorisches Museum na Dunaju.
- Emešine sanje
- Podobna upodobitev na drugem
- in tretjem zlatem predmetu
- Sasanidski srebrn krožnik s podobo orla, ki nese žensko; krožnik je bil najden leta 1934 v Čerdinskem rajonu, Sovjetska zveza, in se zdaj nahaja  V muzeju Ermitaž v  Sankt Peterburgu
- Osrednji prizor s sasanidskega srebrnega krožnika